# Жеревецька сільська рада
| Жеревецька сільська рада — колишня адміністративно-територіальна одиниця та орган місцевого самоврядування в Олевському і Лугинському районах Коростенської і Волинської округ, Київської й Житомирської областей Української РСР та України з адміністративним центром у с. Жеревці. Сільській раді були підпорядковані населені пункти: - с. Жеревці - с. Запілля - с. Зарічка - с. Рудня-Жеревці |

## Населення
Кількість населення ради, станом на 1923 рік, становила 2 009 осіб, кількість дворів — 423.
Відповідно до результатів перепису населення СРСР, кількість населення ради, станом на 12 січня 1989 року, становила 1 903 особи.
Станом на 5 грудня 2001 року, відповідно до перепису населення України, кількість мешканців сільської ради становила 1 232 особи.

## Склад ради
Рада складалася з 16 депутатів та голови.

## Керівний склад сільської ради
| ПІБ                     | Основні відомості                                                 | Дата обрання | Дата звільнення |
| ----------------------- | ----------------------------------------------------------------- | ------------ | --------------- |
| Пайцун Тетяна Макарівна | Сільський голова, 1962 року народження, освіта, позапартійна      | 26.03.2006   | 31.10.2010      |
| Білюк Сергій Леонідович | Сільський голова, 1971 року народження, освіта вища, безпартійний | 31.10.2010   |                 |

Примітка: таблиця складена за даними джерела

## Історія
Створена 1923 року в складі сіл Жеревці, Запулля (Запілля), Рудня Жеревецька (згодом — Рудня-Жеревці) та Топільня Білокуровицької волості Коростенського повіту Волинської губернії. 12 січня 1924 року, відповідно до рішення Волинської ГАТК № 6/1 «Про зміни в межах округів, районів і сільрад», с. Топільня передане до складу Озерянської сільської ради Олевського району. Станом на 17 грудня 1926 року на обліку значаться хутори Довбинка та Зарічка, на 1 вересня 1946 року — х. Чапаєвка (Чапаївка). На 1 жовтня 1941 року х. Довбинка не числиться на обліку населених пунктів.
Станом на 1 вересня 1946 року сільська рада входила до складу Лугинського району Житомирської області, на обліку в раді перебували с. Жеревці та хутори Запілля, Зарічка, Рудня-Жеревці та Чапаєвка.
2 вересня 1954 року, відповідно до рішення Житомирського облвиконкому № 1087 «Про перечислення населених пунктів в межах районів Житомирської області», с. Чапаївка передане до складу Топільнянської сільської ради Лугинського району.
На 1 січня 1972 року сільська рада входила до складу Лугинського району Житомирської області, на обліку в раді перебували села Жеревці, Запілля, Зарічка та Рудня-Жеревці.
9 червня 2017 року територія та населені пункти ради увійшли до складу Лугинської селищної територіальної громади Лугинського району Житомирської області.
Входила до складу Олевського (7.03.1923 р., 30.12.1962 р.) та Лугинського (25.01.1926 р., 8.12.1966 р.) районів.